# Áster

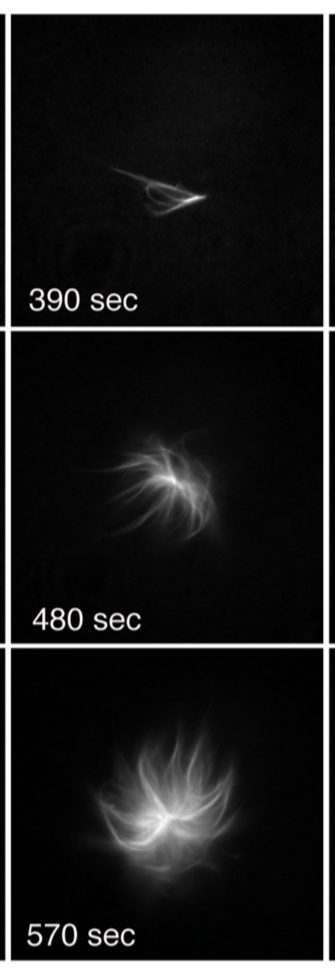
Tres estados en la Formación de Aster en Xenopus.

El áster es una estructura proteica de la célula formado por filamentos que parten de la «centrosfera» que forma la envoltura más exterior del centrosoma.
En el inicio de la división celular de la mayoría de las células eucariotas (mitosis), el centrosoma se divide en dos pares de centriolos que, conforme avanza la mitosis, emigran de forma progresiva hacia cada uno de los dos polos de la célula en división. Durante esta separación se van formando unas fibras, los ásteres, que dan lugar a un conjunto de microtúbulos dispuestos en forma de radios rodeando a cada uno de los dos diplosomas y a su material pericentriolar asociado, momento en el que estos haces de microtúbulos o "fibras del áster" son visibles al microscopio. 
Estos ásteres rodeando cada centrosoma van uniendo sus filamentos para formar el llamado huso acromático.
Se usa el término astral, como adjetivo, para referirse al áster.
En eucariotas vegetales no tiene lugar la formación de áster, se dice que tienen una "mitosis anastral", en la que el huso acromático sólo tiene microtúbulos polares, que parten de regiones denominadas "centros organizadores de microtúbulos".

## Proceso
El ensamblaje del aster mitótico es un ejemplo clásico de autoorganización macromolecular.
La GTPasa Ran, que se encuentra detenida en la forma unida a GTP. Libera un conjunto de factores del huso, del secuestro por las importinas e induce la formación de estructuras fusiformes. 
Después de 300 s, se detectaron algunos haces de MT individuales. 
Los primeros intermedios detectables de la formación de ásteres fueron unos pocos haces de microtúbulos (MT) individuales. Rápidamente, se producen más MT alrededor de los «MT semilla». El diámetro de los ásteres a los 480 segundos fue de 10-30 micrómetros (µm).
Cuando los filamentos en la periferia de un áster alcanzan cierta longitud, la fascina se activa, uniendo los filamentos en haces que emanan radialmente de la superficie del áster, dando lugar a la formación de «estructuras estelares».